# Robert Allan (homme politique)
Pour les articles homonymes, voir Robert Allan et Allan.
Robert Alexander Allan (11 juillet 1914 - 4 avril 1979) est un homme politique conservateur britannique.

## Biographie
Il sert dans la Royal Naval Reserve pendant la Seconde Guerre mondiale et est nommé Officier de l'Ordre de l'Empire britannique (OBE) en 1942, compagnon de l'Ordre du Service distingué (DSO) en 1944, et reçoit la Croix de guerre française.
Allan est député de Paddington South entre 1951 et 1966. En 1958 et 1959, il est également secrétaire financier de l'Amirauté.
Le 16 juillet 1973, il est créé pair à vie en tant que baron Allan de Kilmahew, de Cardross dans le comté de Dunbartonshire.
Son fils Sir Alex Allan est un ancien haut fonctionnaire, qui est président du Joint Intelligence Committee.

## Distinctions
- Ordre du Service distingué
- Croix de guerre 1939–1945